# Districte de Bratislava IV
El districte de Bratislava IV - (eslovac) Okres Bratislava IV - és un dels 79 districtes d'Eslovàquia. Es troba a la regió de Bratislava. Té una superfície de 96,7 km², i el 2013 tenia 93.948 habitants. És un dels cinc districtes de Bratislava.

## Demografia
| Godina             | 1994   | 2004   | 2014   | 2024    |
| ------------------ | ------ | ------ | ------ | ------- |
| Nombre de persones | 94.550 | 92.926 | 94.554 | 105.137 |
| Diferència         |        | −1,71% | +1,75% | +11,19% |

| Godina             | 2023    | 2024    |
| ------------------ | ------- | ------- |
| Nombre de persones | 105.043 | 105.137 |
| Diferència         |         | +0,08%  |

1. 1 2  «Počet obyvateľov podľa pohlavia - obce (ročne) [om7102rr_obce=AREAS_SK]».   Statistical Office of the Slovak Republic, 31-03-2025. [Consulta: 31 març 2025].